# Östra skolan, Jokkmokk
Östra skolan är en kommunal grundskola med undervisning i årsklasserna 4-9 i Jokkmokk. 
Östra skolan är den enda kommunala skolan med undervisning i årsklasserna 4-9 i Jokkmokks kommun. Undervisning i tidigare årsklasser sker i grundskolorna Västra skolan i Jokkmokk, i Porjusskolan och i Vuollerimskolan samt för årsklasserna 1-3 också i Sameskolan i Jokkmokk. Voullerims Friskola bedriver undervisning i årsklasserna 6-9.